# رئيس وزراء باربادوس
رئيس وزراء باربادوس هو رئيس حكومة باربادوس. يتم تعيين رئيس الوزراء من قبل الرئيس بموجب أحكام الدستور. باعتباره صاحب السلطة التنفيذية الاسمية، يتحمل الرئيس مسؤولية إجراء الانتخابات البرلمانية وإعلان أحد المرشحين رئيسًا للوزراء.

## خلفية
تم تعيين السير جرانتلي هربرت آدامز كأول رئيس وزراء لباربادوس في الأول من فبراير عام 1953 عندما حصلت باربادوس على الحكم الذاتي الكامل.  عندما تفاوضت باربادوس على الاستقلال السياسي الكامل عن بريطانيا في 30 نوفمبر 1966، تم تغيير اسم المنصب إلى رئيس الوزراء.  وعلى الرغم من إعادة التسمية، فإن وظائف المكتب لم تتغير بشكل كبير.

## التعيين والمدة

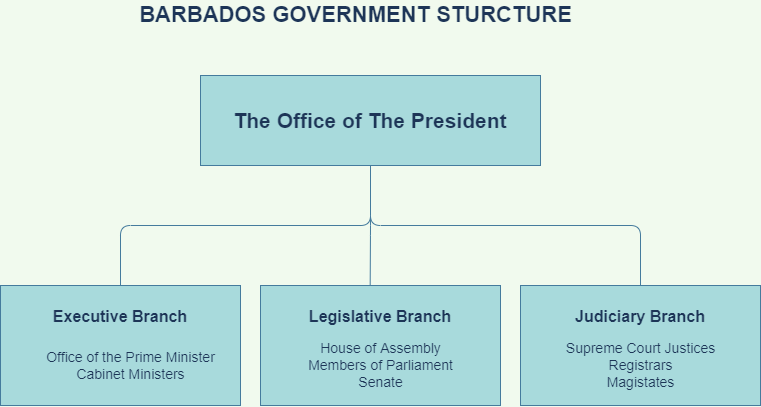
تبسيط هيكل الحكومة في باربادوس

باعتبارها مستعمرة بريطانية سابقة، اعتمدت باربادوس إلى حد كبير النماذج السياسية البريطانية وتتبع نظام وستمنستر أو مجلس الوزراء، حيث تكون السلطة التنفيذية للحكومة مسؤولة أمام السلطة التشريعية.  تاريخيا، يتم تعيين رئيس الوزراء من قبل الحاكم العام حتى عام 2021، ثم من قبل رئيس باربادوس بعد ذلك، لخدمة فترة أقصاها خمس سنوات في البرلمان. يتعين على الرئيس أن يسعى جاهدا للعثور على مرشح مقبول لدى الأغلبية في مجلس النواب؛ وإذا لم يتمكن من العثور على مثل هذا المرشح، يتعين على الرئيس حل البرلمان والدعوة إلى إجراء انتخابات مبكرة.
لا يجوز لرؤساء الوزراء الحاليين الذين يخسرون مقاعدهم في الانتخابات البرلمانية أن يصبحوا رئيسًا للوزراء. إذا توفي رئيس الوزراء، كما حدث في ثلاث مناسبات، يعين الرئيس بديلاً له من البرلمان ليكمل بقية مدة البرلمان الممتدة لخمس سنوات. ويجب أيضًا أن يحظى رئيس الوزراء بدعم الأغلبية في مجلس النواب، أو على الأقل قبولها. إذا خسر رئيس الوزراء في أي وقت "ثقة" مجلس النواب، فيجب عليه أن يستقيل، مع مجلس الوزراء بأكمله. وفي الممارسة العملية، يؤدي هذا عادة إلى تقليص تعيين رئيس الوزراء إلى مجرد إجراء شكلي، حيث يتم تعيين الزعيم البرلماني للحزب السياسي أو الائتلاف الذي يشكل الأغلبية عادة. ولكن إذا لم يوجد مثل هذا الحزب أو الائتلاف ذو الأغلبية، سواء بسبب التشرذم الانتخابي أو إعادة تنظيم الحزب بعد الانتخابات، فإن دور الرئيس يصبح أكثر أهمية بكثير.
رئيس وزراء باربادوس هو من الناحية الفنية "الأول بين المتساوين"، ولا يحمل صوته في اجتماعات مجلس الوزراء وزناً أكبر من صوت أي وزير آخر. في الممارسة العملية، يهيمن رئيس الوزراء على الحكومة. ويتم تعيين الوزراء الآخرين من قبل الرئيس، ولكن بناء على "نصيحة" رئيس الوزراء، ويمكن لرئيس الوزراء إقالتهم في أي وقت (على الرغم من أنه من الناحية النظرية، قد تكون سيطرة رئيس الوزراء على التعيينات الوزارية معتدلة بسبب حقائق السياسة الائتلافية: فقد يصر زعيم أو زعماء شركاء الائتلاف على أن يكون لهم رأي في المسألة أيضًا).

## حاملات
كان هناك ثلاثة رؤساء وزراء قبل الاستقلال، وكان هناك ثمانية رؤساء وزراء منذ الاستقلال.

## المسؤوليات
يقدم رئيس الوزراء المشورة للرئيس، ويعين الوزراء، ويسيطر على الأغلبية في مجلس النواب، ويعين 12 عضوًا في مجلس الشيوخ. على الرغم من أن رئيس باربادوس هو الذي يعين رئيس الوزراء، إلا أنه يكون دائمًا تقريبًا زعيم حزب الأغلبية. 

## قائمة رؤساء الوزراء

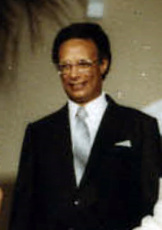
جون "توم" آدامز (خدم: 1976–1985)
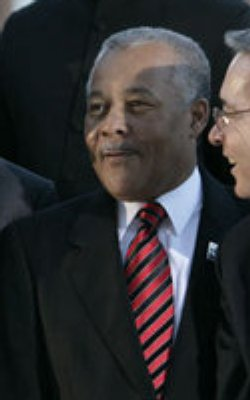
أوين آرثر (خدم: 1994–2008)
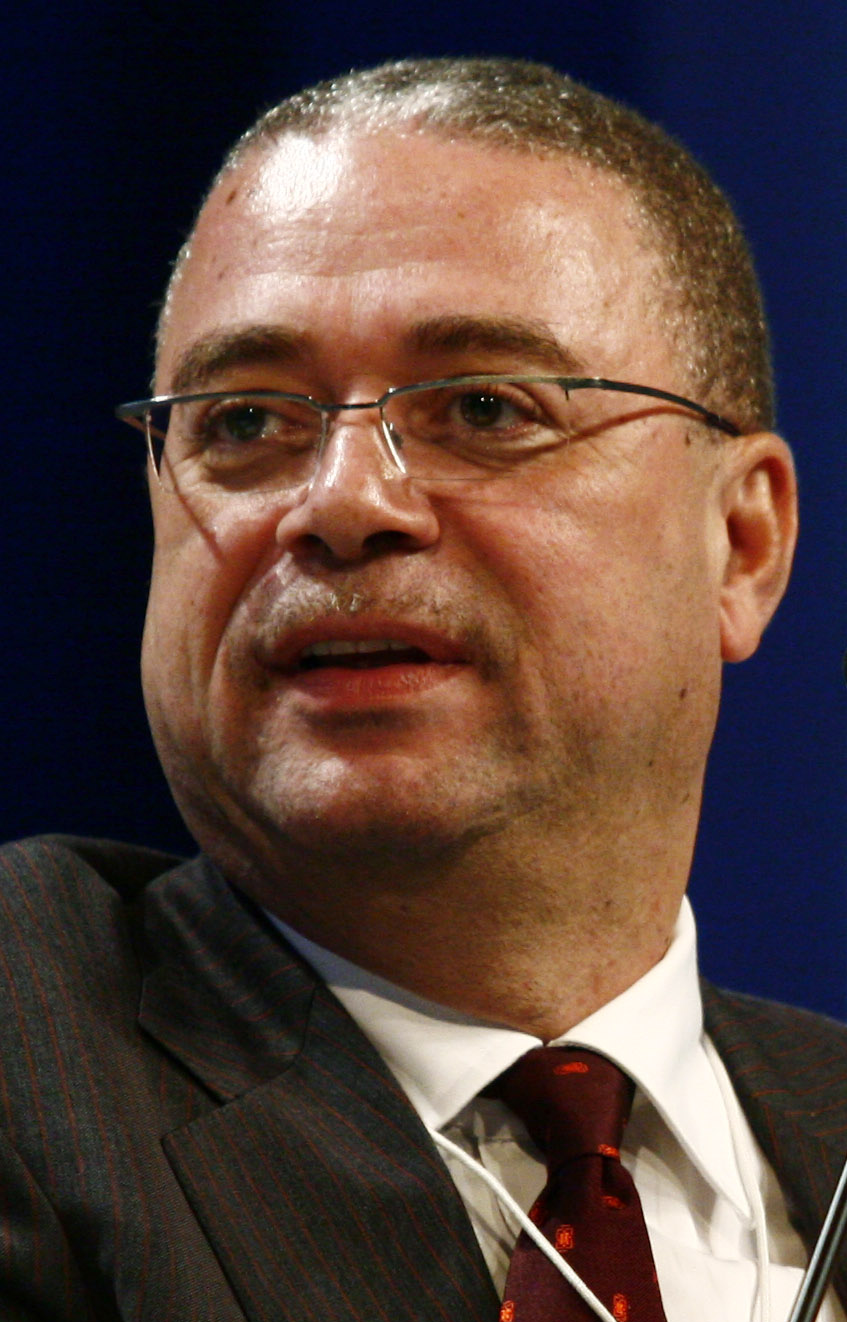
ديفيد تومسون (خدم: 2008–2010)
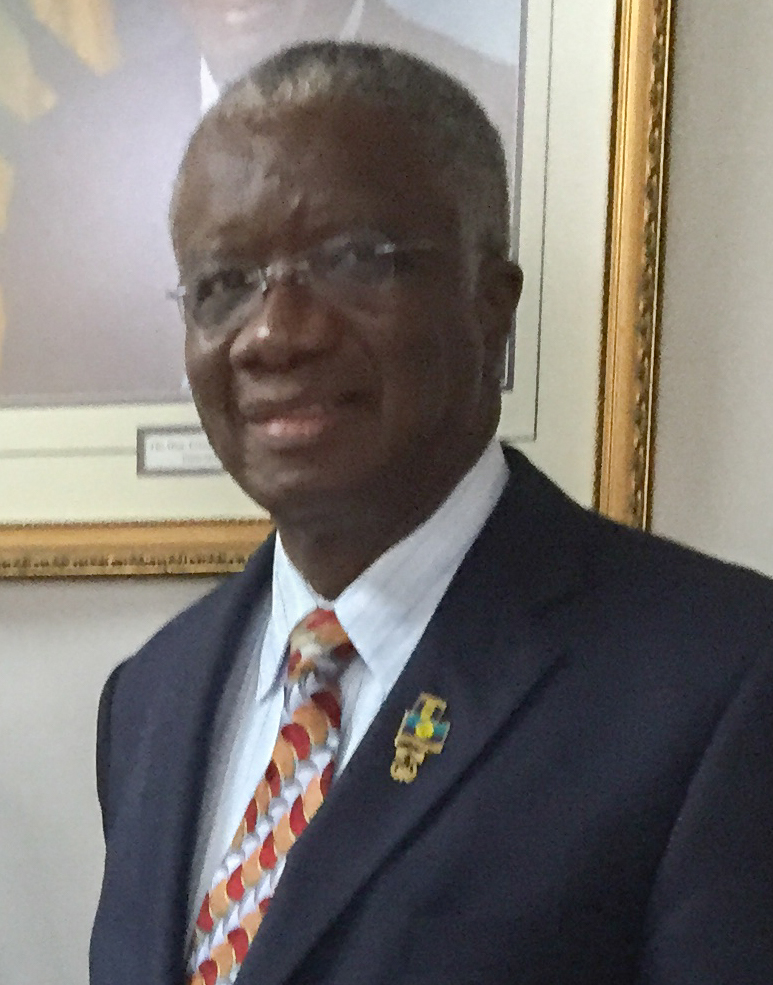
فرونديل ستيوارت (خدم: 2010–2018)

تعذر تجميع إدخال EasyTimeline:

Timeline generation failed: 8 errors found

Line 37:   from: 01/06/1987 till: 07/09/1994 color:dlp text:"لويد إرسكين سانديفورد&nbsp;<span style="font-size: smaller; font-style: normal; font-weight: normal;" class="noprint">&nbsp;<sup class=reference title="عنصر (Q114622) في لغات أخرى">[لغات أخرى]</sup></span>&rlm;" fontsize:10

- Invalid attribute 'title="عنصر' ignored.

```
 Specify attributes as 'name:value' pair(s).

```

Line 37:   from: 01/06/1987 till: 07/09/1994 color:dlp text:"لويد إرسكين سانديفورد&nbsp;<span style="font-size: smaller; font-style: normal; font-weight: normal;" class="noprint">&nbsp;<sup class=reference title="عنصر (Q114622) في لغات أخرى">[لغات أخرى]</sup></span>&rlm;" fontsize:10

- Invalid attribute '(Q114622)' ignored.

```
 Specify attributes as 'name:value' pair(s).

```

Line 37:   from: 01/06/1987 till: 07/09/1994 color:dlp text:"لويد إرسكين سانديفورد&nbsp;<span style="font-size: smaller; font-style: normal; font-weight: normal;" class="noprint">&nbsp;<sup class=reference title="عنصر (Q114622) في لغات أخرى">[لغات أخرى]</sup></span>&rlm;" fontsize:10

- Invalid attribute 'في' ignored.

```
 Specify attributes as 'name:value' pair(s).

```

Line 37:   from: 01/06/1987 till: 07/09/1994 color:dlp text:"لويد إرسكين سانديفورد&nbsp;<span style="font-size: smaller; font-style: normal; font-weight: normal;" class="noprint">&nbsp;<sup class=reference title="عنصر (Q114622) في لغات أخرى">[لغات أخرى]</sup></span>&rlm;" fontsize:10

- Invalid attribute 'لغات' ignored.

```
 Specify attributes as 'name:value' pair(s).

```

Line 37:   from: 01/06/1987 till: 07/09/1994 color:dlp text:"لويد إرسكين سانديفورد&nbsp;<span style="font-size: smaller; font-style: normal; font-weight: normal;" class="noprint">&nbsp;<sup class=reference title="عنصر (Q114622) في لغات أخرى">[لغات أخرى]</sup></span>&rlm;" fontsize:10

- Invalid attribute 'أخرى">[لغات' ignored.

```
 Specify attributes as 'name:value' pair(s).

```

Line 37:   from: 01/06/1987 till: 07/09/1994 color:dlp text:"لويد إرسكين سانديفورد&nbsp;<span style="font-size: smaller; font-style: normal; font-weight: normal;" class="noprint">&nbsp;<sup class=reference title="عنصر (Q114622) في لغات أخرى">[لغات أخرى]</sup></span>&rlm;" fontsize:10

- Invalid attribute 'أخرى]</sup>]]</span>&rlm;"' ignored.

```
 Specify attributes as 'name:value' pair(s).

```

Line 37:   from: 01/06/1987 till: 07/09/1994 color:dlp text:"لويد إرسكين سانديفورد&nbsp;<span style="font-size: smaller; font-style: normal; font-weight: normal;" class="noprint">&nbsp;<sup class=reference title="عنصر (Q114622) في لغات أخرى">[لغات أخرى]</sup></span>&rlm;" fontsize:10

- Invalid attribute 'class=reference' ignored.

```
 Specify attributes as 'name:value' pairs.

```

Line 37:   from: 01/06/1987 till: 07/09/1994 color:dlp text:"لويد إرسكين سانديفورد&nbsp;<span style="font-size: smaller; font-style: normal; font-weight: normal;" class="noprint">&nbsp;<sup class=reference title="عنصر (Q114622) في لغات أخرى">[لغات أخرى]</sup></span>&rlm;" fontsize:10

- PlotData definition invalid. Invalid attribute 'font-style' found. 

```
 Syntax: 'PlotData = [align:..] [anchor:..] [at:..] [bar:..] [barset:..] [color:..] [fontsize:..] [from:..] [link:..] [mark:..] [shift:..] [text:..] [textcolor:..] [till:..] [width:..]'

```

- جون "توم" آدامز

 (خدم: 1976–1985)
- أوين آرثر

 (خدم: 1994–2008)
- ديفيد تومسون

 (خدم: 2008–2010)
- فرونديل ستيوارت

 (خدم: 2010–2018)

## اليمين الرسمي
| « | أنا، بعد أن عُيِّنتُ رئيسًا للوزراء، أقسم أنني سأقدم بكل حرية، وفي كل الأوقات عندما يُطلب مني ذلك، مشورتي ونصائحي إلى الرئيس (أو أي شخص آخر يؤدي في الوقت الحالي وظائف ذلك المنصب بشكل قانوني) من أجل الإدارة الجيدة للشؤون العامة لبربادوس، وأقسم أيضًا أنني لن أفشي لأي سبب وفي أي وقت المشورة أو النصيحة أو الرأي أو التصويت لأي وزير أو سكرتير برلماني معين وأنني لن أفشي بشكل مباشر أو غير مباشر، إلا بموافقة مجلس الوزراء وإلى الحد الذي قد يكون مطلوبًا للإدارة الجيدة لشؤون بربادوس، أعمال أو إجراءات مجلس الوزراء أو طبيعة أو محتويات أي وثائق تم إبلاغي بها كرئيس للوزراء أو أي مسألة تصل إلى علمي بصفتي رئيسًا للوزراء، وأنني سأكون في كل شيء رئيس وزراء صادقًا ومخلصًا. فليعينني الله. | » |

## المجلس الملكي البريطاني
قبل إنشاء محكمة العدل الكاريبية في عام 2005، كان من الشائع أن يتم ترشيح رؤساء وزراء باربادوس إلى المجلس الخاص البريطاني، الذي تضم عضويته الكبيرة شخصيات بريطانية بارزة وأشخاص من دول الكومنولث الأخرى التي لا تزال تتقاسم نفس الشخص كملك.
رؤساء الوزراء الذين تم إضافتهم إلى المجلس الخاص (حسب السنة):
- صاحب السعادة إيرول بارو، 1969؛
- صاحب السعادة توم آدامز، 1977؛
- صاحب السعادة لويد إرسكين ساندي فورد، 1989؛
- صاحب السعادة أوين آرثر، 1995؛
- صاحب السعادة فرونديل ستيوارت، 2014.

## روابط خارجية
- مكتب رئيس الوزراء
- حكام باربادوس - من الاستيطان إلى الوقت الحاضر
- علم رئيس وزراء باربادوس